# 創世社會福利基金會
財團法人創世社會福利基金會（英語：Genesis Social Welfare Foundation），中文簡稱創世，英文簡稱GSWF，是曹慶先生在台灣創立的非政府組織，主要的服務項目為安養經過政府轉介且家境清寒的植物人。成立後數年內，服務項目擴展到服務「失能、失智、失依」三種年長者（合稱「三失老人」），隨後又開始針對社會越來越多的街友提供一些自力自強的指導性服務，而「街友」乃是對遊民較為和善、有禮貌的稱呼方式。在台北市的台北車站商圈附近，經常可見高中學生們拿著紙箱募集在台灣可兌獎的統一發票；全國兩萬個商家據點前，也放置可供民眾自由樂捐統一發票的透明壓克力箱子。2012年中華民國財政部推行電子發票，創世捐贈電子發票愛心碼為919「救一救」植物人，消費時出示愛心條碼即可捐贈電子發票給創世。

## 沿革
- 1986年11月[1]，創辦人曹慶先生以勸募的方式，成立當時國內唯一專門照顧清寒植物人的安養院。
- 1994年開始推動「順手捐發票、救救植物人」。[2]

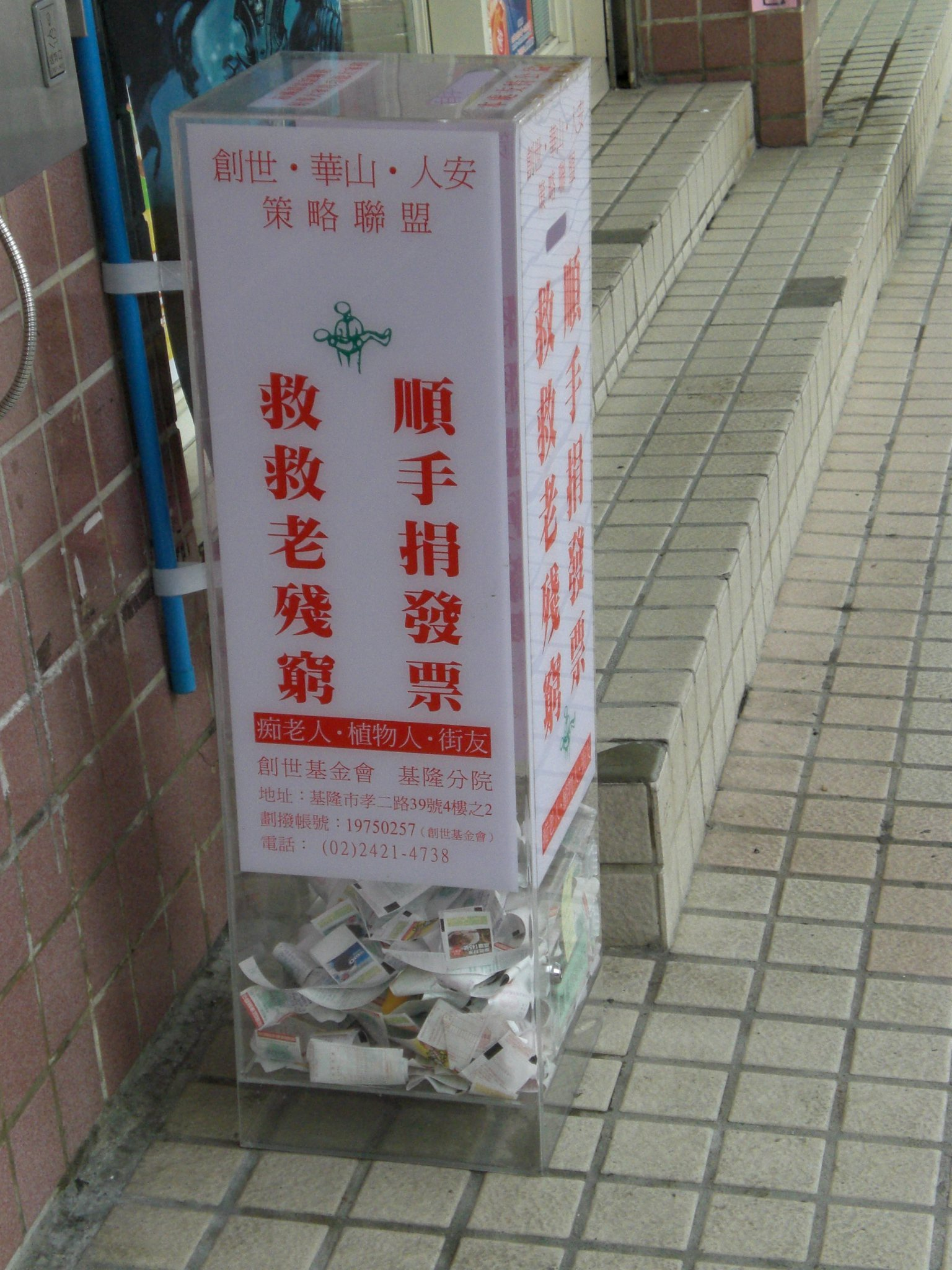
創世/華山/人安基金會在萊爾富基隆隆福店前設置的統一發票募捐箱

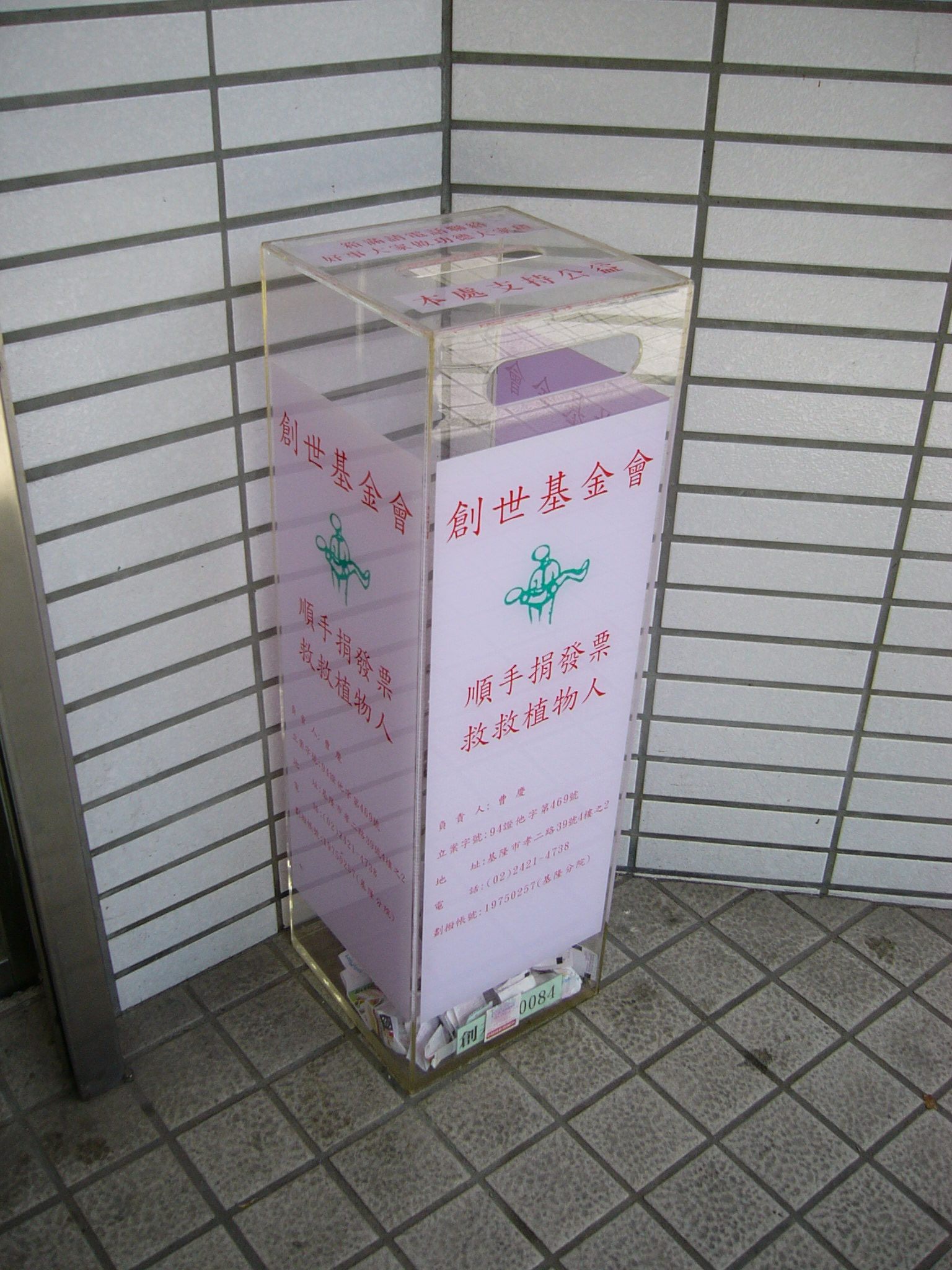
創世基金會在基隆市七堵區圖書館百福館前設置的統一發票募捐箱

- 1994年，改制為全國性基金會。

## 服務項目

### 安養清寒植物人
1986年11月成立以來，創世基金會秉持「救一位植物人，就是救一個家庭」的理念，陸續在全台各地設院服務，只要領有植物人或重度痴症之身心障礙手冊、政府列冊中低收入戶證明、無法定傳染病的病人，即可申請入院。
植物人需全天候照顧，創世二十四小時請專業護理人員輪值，每隔二小時為病人翻身一次進行叩背拍痰、更換褥墊，隔天洗一次澡，以維持清潔，避免褥瘡的產生，每四小時餵食或灌食。病人若有緊急狀況，立即聯絡送醫治療。

### 老人服務
獨居老人問安電話
1989年5月起，為避免獨居老人在家時發生意外、生病，延誤送醫時間，只要提出申請，創世基金會請一日志工於每日下午兩點至五點，於約定的時間打電話向老人問安，若連續三通電話無人接聽，即改撥事先提供的鄰居或親友電話，促其前往訪視 以防範意外發生，並撫慰老人寂寞的心靈。
到宅服務
台灣已進入老人化社會，老人失智症的患者逐日漸增，所引發的家庭及社會問題亟待解決。有鑑於此，創世自八十四年 試辦「失智老人之家」，針對需要者提供人性化、家庭式且專業的照顧，期能減緩失智症的惡化。 並於八十九年五月推動「老人到宅服務」，至長輩家中關懷訪視，提供家務服務、日常生活協助、臨時替代照顧、陪診等相關服務。  
老人益智保健中心
創世基金會內設有老人益智保健中心，提供如血壓計、跑步機等保健器材及益智遊戲器具 ，增加動腦機會 ，為老人間的社交活動，提供一正當休閒場所。
成立姐妹會華山基金會
為擴大老人服務面向，創世於1999年5月協助華山社會福利基金會成立，組織愛心天使網站、 社區慈善功德中心，服務三失長者（失依、失能、失智），使服務更臻完善。

### 街友（遊民）服務
創世基金會自1991年開始針對台北 萬華地區的遊民（街友）展開服務工作，於萬華大理街設街友平安站，工作重點如下： 
防飢：
供應午晚二餐，避免餓死街頭，在端午、中秋、尾牙，舉辦應節包粽子、月餅、 聚餐活動，鼓勵街友向上。
防寒：
1991年起開始【街友三溫暖】，提供街友寒衣保暖、洗澡潔身，恢復自尊， 避免影響市容。 
防病：
年老體殘街友遇有病痛，協助就醫及申請健保、福保手續，避免路倒病死街頭。街友平安站還規劃庇護工廠及自力更生計劃，其目的一方面建立街友自信心，另 一方面促街友賺取些許生活費用，重回社會。
成立人安基金會：
2002年7月，創世協助人安基金會成立，降低街友服務的質與量。

## 資金來源
創世基金會的原則，因為其董事長下達規則，不主動勸募，因此工作人員不會主動上門勸募。他們可以主動募集的只有發票。而金錢的部分，創立初期的當代社會沒有很多社會資源，募款在當時候對百姓而言，會有一定的壓力，而該組織的規章明言希望用服務去說服社會，那社會大眾感同身受一起來幫助這些植物人。而隨著台灣經濟發展，社會普遍較為富裕，民眾也有較多的人願意將資金捐助給慈善型機構，儘管如此，創世基金會仍然不採用主動募款（現金）的方式取得資金。以下為該基金會主要的資金來源。

### 民間捐款
一般基金會通常受到大型企業會定期捐助，創世基金會卻沒有這項有力的經濟支持來源，儘管政府對於捐助慈善機構可給予節稅優待，中小型企業的捐款仍然收得比一般慈善機構少。最多現金來源是從民眾的善心而來，稱為小額捐款。

### 統一發票

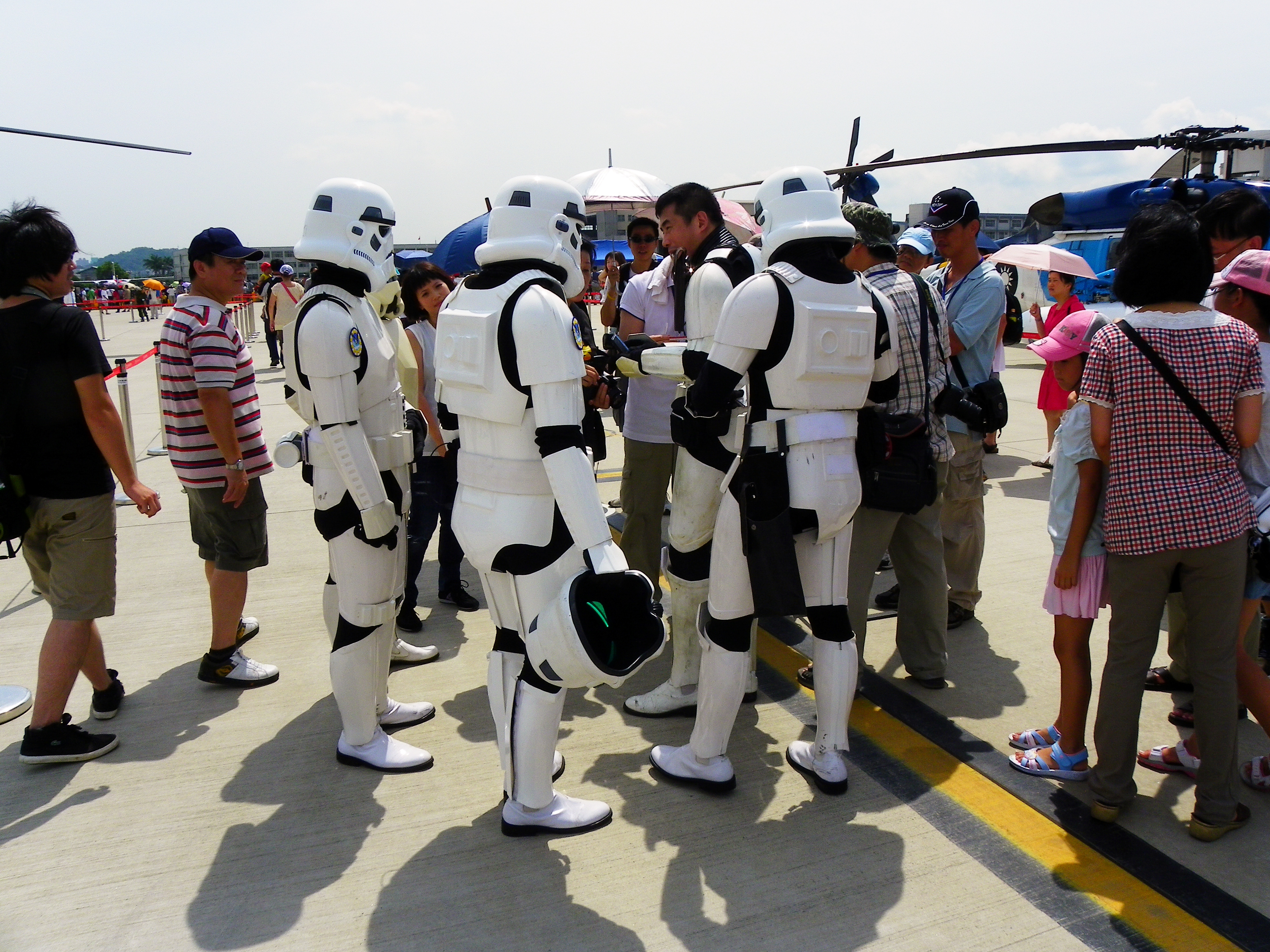
2011年，中華民國空軍松山基地指揮部營區開放活動中，為創世基金會募集統一發票的《Star Wars》帝國軍Cosplayers，領導者接受媒體訪問。

募集發票的計畫，始於1993年；但統一發票在台灣的兌獎制度，自2000年後，開獎的號碼數不斷下降，從六組號碼到2004年底時只有三組號碼可兌換，從一開始平均一張發票約二到三元新台幣。到2004年度，統計募集七千三百餘萬張發票，金額總計六千七百餘萬新台幣，平均一張發票僅值零點九元。創世期待在2005年計畫募集9000萬張，希望在單位發票對獎金額逐漸減少的狀況下，繼續為弱勢者的生存謀求更多的空間。
部分協助發票勸募的義工，是由於在台灣教育機構多鼓勵學生或是以半強迫學生的方式進行社會服務，因此在創世給予認證交換學生的公共服務的機制下，確實有助於節省一些人力的開銷，其他社會機構也有服務人力增加的趨勢。民眾也可以自行以郵寄方式捐獻此一特殊型態的募款。

### 公益彩券
2004年台灣推行公益彩券以來，陸續有民眾以得獎的善款捐助創世基金會，其中多以萬元計數，單筆金額最高紀錄為八千萬元。

### 資金運用
絕大多數投資在照護植物人的部分，包括看護人員（護佐）、醫療人員，以及約兩百筆的土地購置。小部分分配在街友與老人服務。

## 公益廣告
以下不列入非公眾人物的公益廣告
- 2006年，蘇貞昌、陳菊
- 2007年，馬英九、陳菊
- 2008年，吳克群、鍾欣凌
- 2009年，庾澄慶、蕭敬騰、吳念真、趙又廷
- 2010年，藍心湄
- 2011年，吳念真

## 外部連結
- 創世基金會 （页面存档备份，存于）（繁體中文）
- 創世基金會的Facebook專頁
- YouTube上的創世基金會頻道